# Sistema operacional do PlayStation Vita
O PlayStation Vita System Software é o software e sistema operacional atualizáveis do PlayStation Vita. O processo de atualização é quase idêntico ao do PlayStation 3 e PSP. Cada atualização inclui todos os dados da atualização anterior (exceto para os recursos que foram relatados para ser removido).
O software pode ser atualizado através do download da atualização diretamente no PlayStation Vita por Wi-Fi, baixando a atualização através do sistema PlayStation 3, transferindo a atualização via PC ou instalando a atualização a partir de cartões de jogos do PS Vita contendo os dados da atualização. O sistema operacional do PlayStation Vita é o LiveArea.
A versão mais recente do software é 3.74.

## Informações sobre a atualização do software
Devido a lançamentos regulares das atualizações do software do sistema, a maioria das vezes consoles recentemente adquiridos não possuirão a versão mais recente do software do sistema instalada. Entretanto, qualquer jogo que requer uma versão específica do software do sistema incluirá a atualização necessária no cartão de jogo.

### Detalhes das atualizações
| CHAVE     | Alterações de aplicativos                                        | Alterações de configurações                                               | Alterações de jogos                                        | Alterações de mídia                                                        | Alterações de rede                                                     | Alterações de sistema                                    |
| --------- | ---------------------------------------------------------------- | ------------------------------------------------------------------------- | ---------------------------------------------------------- | -------------------------------------------------------------------------- | ---------------------------------------------------------------------- | -------------------------------------------------------- |
| Descrição | Alterações primariamente relacionadas aos aplicativos de PS Vita | Alterações primariamente relacionadas ao menu de configurações do PS Vita | Alterações primariamente relacionadas aos jogos de PS Vita | Alterações primariamente relacionadas aos menus de fotos, músicas e vídeos | Alterações primariamente relacionadas às opções da PlayStation Network | Outras alterações, como de estabilidade, rede e hardware |

#### Versão 1
| Versão Data de lançamento (UTC) Notas        | Descrição |
| -------------------------------------------- | --- |
| 1.67 11 de abril de 2012                     | Alterações de sistema - Corrigido um problema com o recurso de câmera durante a reprodução de Dream Club Zero Portable. |
| 1.66 4 de abril de 2012                      | Alterações de aplicativos - Introdução de uma barra de andamento para instalação de aplicativos. - Disponibilidade de um link direto à PS Store para novos aplicativos passíveis de descoberta no near. - Adição do suporte a atualização a qualquer momento dentro do near, contanto que os usuários estejam no mesmo local. - Melhoramento funcional foram realizados nos seguintes jogos e aplicativos: Unit 13, Gravity Daze e near. Alterações de sistema - Corrigido problemas encontrados na versão 1.65. - As configurações de System Music em Settings > Sound and Display agora afetam as músicas em plano de fundo na PS Store, near, telas de Inscrição e menu Home. - Ao procurarem por dados de localização, os usuários agora tem a opção de Tentar Novamente e Cancelar quando uma falha ocorrer. - Redução do tempo de exibição dos alertas de notificações, passando de 5 para 3 segundos.                              |
| 1.65 3 de abril de 2012 Substituído por 1.66 | Alterações de sistema - Adição de Notification Alert em Settings, permitindo que os usuários ativem ou desativem alertas. - Adição de After 10 Minutes às opções de tempo em Power Save Settings. - Exibição de um ícone de Seta quando o PS Vita encontra novas atividades na LiveArea. - Adição do suporte a Caps Lock no Teclado Em Tela. - Adição de barra de andamento da instalação para jogos e DLCs transferidos. |
| 1.61 21 de fevereiro de 2012                 | Alterações de sistema - Adição da Playstation Network. |
| 1.60 8 de fevereiro de 2012                  | Alterações de aplicativos - Adição de um aplicativo para mapas com tecnologia do Google Maps. - Adição do recurso de exibição de informações sobre jogadores na tela Discoveries em Near. - Adição do recurso de apagar arquivos de backup em Content Manager. Alterações de mídia - Adição do recurso de gravação de vídeos ao usuário no aplicativo Photos. Alterações de sistema - Adição do recurso de intermitência do botão PS na cor azul durante o carregamento da bateria. Alterações de configurações - Alteração da posição de aparição de Flight Mode em Settings. Alterações de rede - Adição do recurso de publicar histórias sobre os produtos que você classifica pelo PlayStation Store no Facebook. - Adição do recurso de informar mensagens inapropriadas em Group Messaging e comentário inapropriados sobre uma atividade. - Renomeação de “PlayStation Network account” para “Sony Entertainment Network account”. |
| 1.52 16 de janeiro de 2012                   | Alterações de sistema - Melhorada a estabilidade do sistema. - Correção do erro na versão 1.51, onde a edição 3G/Wi-Fi não reconheceria um cartão SIM. |
| 1.51 27 de dezembro de 2011                  | Alterações de jogos - Corrigido problemas de travamento em certos jogos. |
| 1.50 17 de dezembro de 2011                  | Alterações de sistema - Revisão leve do sistema. |
| 1.06 15 de fevereiro de 2012                 | - Lançamento do firmware europeu. - Lançamento do firmware da primeira edição do kit americano. |
| 1.05 17 de dezembro de 2011                  | - Lançamento do firmware japonês. |
| 1.04 17 de dezembro de 2011                  | - Fornecido apenas com o jogo Shin Kamaitachi no Yoru: 11 Hitome no Suspect. |
| 1.03 17 de dezembro de 2011                  | - Lançamento do firmware japonês. |

## Formatos de média compatíveis
O PlayStation Vita é capaz de reproduzir foto, áudio e vídeo em uma variedade de formatos. A tabela a seguir lista os formatos de foto, vídeo e áudio compatíveis com o PS Vita.
Formatos de imagem
- JPEG
- GIF
- TIFF
- BMP
- PNG

Formatos de áudio
- MP3
- MP3 Surround
- WAV
- WMA 9
- ATRAC
- MP4 Audio
- MPEG-4 Part 3
- AAC / AAC de Baixa Complexidade (desprotegido)

Formatos de vídeo
- MPEG-1 (MPEG Audio Layer 2)
- MPEG-2 PS (MPEG2 Audio Layer 2, AAC LC, AC3 (Dolby Digital), LPCM)
- MPEG-2 TS (MPEG2 Audio Layer 2)
- MPEG-4 Part 2 / MP4 SP
- MPEG-4 Part 10 / MP4 AVC / MP4 H.264